# Sarah Stephens
Sarah Elizabeth Stephens, née le 7 juin 1990 dans le Lancashire, en Angleterre, est un mannequin et une actrice australienne, surtout connue pour avoir remporté le concours Model Search 2006 du magazine Girlfriend et avoir participé au défilé de mode Victoria's Secret 2008 à l'âge de 18 ans.

## Biographie
Sarah Stephens naît de parents australiens. Elle grandit à Sydney et fréquente le Brigidine College, à St Ives (en) (Nouvelle-Galles du Sud). Elle a trois jeunes frères.

### Carrière
En 2006, à l'âge de 16 ans, Sarah Stephens remporte le concours national Model Search du magazine Girlfriend.
En tant que gagnante de ce concours, elle remporte un contrat de deux ans avec Chic Model Management et signe ensuite chez Next Model Management à New York et à Paris. Sarah Stephens fait la couverture de nombreux magazines, notamment Russh Australia, Frankie magazine, Madison, GQ, French Revue de Modes et Eurowoman. Elle est présente dans des articles d'opinion des éditions italienne, russe, japonaise et australienne de Vogue, ainsi que dans Numéro France, Numéro Tokyo, Interview, Nylon, Madison, Amica (Italie), 10 magazine (Royaume-Uni), Above magazine (Royaume-Uni), Lula (Royaume-Uni), Muse (Royaume-Uni), Vs. magazine, Harper's Bazaar (Australie), Harper's Bazaar (en espagnol), Exit magazine, Karen magazine, Oyster magazine et Vogue Gioiello (Italie). Sarah Stephens figure également dans des campagnes publicitaires mondiales pour Lacoste, Benetton, Diesel, Sephora, Alice Temperley, Forever 21, NastyGal, Nordstrom, Neiman Marcus, Minelli (France), Dynamite et Kensie, ainsi que pour les marques de lingerie Honey Birdette, Bras N Things, Lasenza, Agent Provocateur et Myla. Son portefeuille de campagnes australiennes comprend David Jones, Sass & Bide, Bonds, Alannah Hill, L'Oréal, Pandora, Peter Alexander, Forever New, Jag, Wrangler, Just Jeans, Ksubi, Levi's, Lisa Ho, Metalicus, Review Australia, Calibre menswear, Morrisey, Bardot, Sportsgirl, Sunsilk, Seafolly, Tigerlily Swimwear, Sunseeker Swimwear, Westfield, Willow, Wish, Witchery et Yeojin Bae.
Elle participe à 18 défilés lors de sa première Fashion Week australienne en 2007. Début 2008, elle rencontre la photographe Ellen von Unwerth à Paris qui la photographie pour des articles d'opinion dans Vogue Russie, Above magazine et Mixte magazine. Ellen von Unwerth la photographie  également en 2009 pour le Vogue italien et à nouveau pour le magazine Vs. en 2010. Lors d'une visite à New York en juin 2008, elle rencontre le photographe Greg Kadel qui réalise des éditoriaux avec elle pour Numéro (France), Numéro Homme et Vogue Italie. Elle est photographiée par David Sims pour la campagne automne/hiver 2009/2010 de United Colours of Benetton et en 2010, elle est photographiée par Guy Aroch pour l'édition inaugurale de « Untitled Project ». Elle participe à plusieurs défilés de mode à New York, notamment ceux de Gucci et de Lanvin. Elle participe à quatorze défilés lors de sa première Fashion Week de New York en septembre 2008, notamment ceux de Jason Wu et Halston. J. Mendel et Tuleh, mais elle est surtout connue aux États-Unis pour avoir participé au défilé annuel de mode de Victoria's Secret à Miami en 2008, quelques mois après son 18e anniversaire. Sarah Stephens est le plus jeune mannequin à défiler lors de ce défilé. Elle est surtout connue en Europe comme l'égérie du parfum Lacoste, « Love of Pink ». En 2011, elle signe comme égérie de la marque australienne de maillots de bain Seafolly.
Elle pose nue pour Playboy dans le numéro de juillet/août 2018.
Au cinéma, elle tient un rôle dans le film Solitary Man avec Michael Douglas et Danny DeVito. En 2015, elle joue la jeune sorcière dans le film d'horreur The Witch de Robert Eggers. En 2017, elle joue dans le clip « The Other » du chanteur new-yorkais Lauv.